# Pareas formosensis
Pareas formosensis là danh pháp khoa học của một loài rắn trong chi Rắn hổ mây (Pareas) của họ Pareidae. Tên gọi thông thường trong tiếng Anh của loài này là Formosa Slug Snake hoặc Taiwan Slug Snake (nghĩa đen là rắn ăn sên Đài Loan).

## Phân bố
Pareas formosensis phân bố tại Đài Loan, trừ rìa đông bắc hòn đảo này.

## Mô tả
P. formosensis là loài rắn nhỏ, với chiều dài tổng cộng tới khoảng 70 cm (28 in). Nó phổ biến trong khu vực rừng ẩm ướt miền núi. Nó kiếm ăn ban đêm với nguồn thức ăn chủ yếu là sên và ốc sên. Rắn cái đẻ mỗi lứa 2–9 trứng; rắn non sơ sinh có chiều dài tới 15 cm (5,9 in).

## Phân loại
Người ta từng cho rằng P. chinensis là đồng nghĩa của P. formosensis. Tuy nhiên, các kết quả phân tích phát sinh chủng loài phân tử chỉ ra rằng hai loài này không có quan hệ họ hàng gần trong phạm vi chi Pareas, với P. formosensis là chị em với P. hamptoni còn P. chinensis là chị em với P. boulengeri. Các kết quả kiểm tra số răng ở hàm trên phù hợp với kết quả này. Cả P. formosensis và P. hamptoni đều có 7–8 răng ở hàm trên, trong khi P. chinensis và P. boulengeri đều có 4–5 răng ở hàm trên.
Nghiên cứu cũng chỉ ra rằng Pareas komaii là loài hợp lệ chứ không phải là đồng nghĩa của P. formosensis và mô tả thêm một loài mới là Pareas atayal, trước đây cũng gộp trong P. formosensis.
P. formosensis phân biệt với P. komaii và P. atayal ở chỗ loài này có mống mắt màu đỏ và các vảy lưng hoàn toàn nhẵn nhụi. Trong phạm vi chi Pareas loài này thuộc tổ hợp/nhóm Pareas hamptoni, bao gồm các loài Pareas hamptoni, Pareas formosensis, Pareas komaii, Pareas iwasakii, Pareas atayal.